# José María Preciado y Nieva
José María Preciado y Nieva CMF (* 23. September 1886 in Cadreita, Navarra; † 13. August 1963) war ein spanischer Geistlicher und Apostolischer Vikar von Darién.

## Leben
José María Preciado y Nieva trat der Ordensgemeinschaft der Claretiner bei und empfing am 23. Juni 1912 die Priesterweihe.
Papst Pius XI. ernannte ihn am 26. Februar 1934 zum Apostolischen Vikar von Darién und Titularbischof von Tegea Der Erzbischof von San Antonio, Arthur Jerome Drossaerts, spendete ihm am 31. Mai desselben Jahres die Bischofsweihe; Mitkonsekratoren waren Leopoldo Ruiz y Flóres, Erzbischof von Morelia, und Anthony Joseph Schuler SJ, Bischof von El Paso.
Am 9. Juli 1955 nahm Papst Pius XII. seinen Rücktritt als Apostolischer Vikar von Darién an.